# Christoph Blocher
Christoph Blocher (Sciaffusa, 11 ottobre 1940) è un politico e imprenditore svizzero.

## Biografia
È considerato il leader emblematico dell'Unione Democratica di Centro (UDC), il partito di destra maggioritario in Svizzera, ed è stata la sua guida a spingere l'UDC in direzione sempre più borghese scostandosi dalla tradizionale definizione di "partito agrario". Questo ha portato in diverse occasioni a screzi con alcune sezioni cantonali del partito (in particolare con le sezioni bernesi e grigionesi) che si riconoscevano maggiormente nell'indirizzo agrario del movimento.
Sotto la sua guida l'UDC ha ottenuto, nelle elezioni federali elvetiche del 2007, il migliore risultato mai conseguito da un partito dal 1919 (29% dei votanti) consolidando ulteriormente la posizione di primo partito svizzero.
Dal 2004 è stato membro del Consiglio federale elvetico, dove dirigeva il Dipartimento federale di giustizia e polizia. Accusato da numerosi ambienti politici di scarso rispetto per la collegialità, il 12 dicembre 2007, venne estromesso a favore della collega di partito Eveline Widmer-Schlumpf nel secondo turno dello scrutinio, raggiungendo 115 voti contro i 125 della rivale. L'elezione della ministra grigionese che non era candidata, venne sostenuta soprattutto dal fronte democristiano, socialista e dal Partito Ecologista Svizzero.
La non-rielezione di Blocher ha rappresentato un fatto più unico che raro nel panorama politico svizzero. La formula magica e il principio della concordanza tra i partiti di governo, infatti, rendono solitamente scontata la rielezione dei consiglieri federali uscenti.
Nel 1983 Blocher ha acquistato la quota maggioritaria della EMS-Chemie Holding; un'industria chimica attiva a Domat/Ems, nei Grigioni, di cui è diventato delegato del consiglio d'amministrazione sino alla sua elezione a Consigliere Federale (momento in cui ha ceduto la propria partecipazione ai suoi quattro figli).